# Kenneth Ring
Dr. Kenneth Ring (São Francisco, 1936) é professor emérito de psicologia na Universidade de Connecticut e um pesquisador no campo das experiências de quase-morte (EQM's). Co-fundador e ex-presidente da International Association for Near-Death Studies (IANDS) e editor fundador do Journal of Near-Death Studies.
Ring escreveu diversos livros sobre EQM's, incluindo Life at Death (1982), Heading Toward Omega (1985), The Omega Project: Near-Death Experiences, Ufo Encounters, and Mind at Large (1992), Mindsight: Near-death and out-of-body experiences in the blind (1999) e Lições da Luz (Lessons from the Light). Ele é também o co-autor de Methods of Madness: The Mental Hospital as a Last Resort.